# SNX6
SNX6 (англ. Sorting nexin 6) – білок, який кодується однойменним геном, розташованим у людей на 14-й хромосомі. Довжина поліпептидного ланцюга білка становить 406 амінокислот, а молекулярна маса — 46 649.
| 10         |  | 20         |  | 30         |  | 40         |  | 50         |
| ---------- |  | ---------- |  | ---------- |  | ---------- |  | ---------- |
| MMEGLDDGPD |  | FLSEEDRGLK |  | AINVDLQSDA |  | ALQVDISDAL |  | SERDKVKFTV |
| HTKSSLPNFK |  | QNEFSVVRQH |  | EEFIWLHDSF |  | VENEDYAGYI |  | IPPAPPRPDF |
| DASREKLQKL |  | GEGEGSMTKE |  | EFTKMKQELE |  | AEYLAIFKKT |  | VAMHEVFLCR |
| VAAHPILRRD |  | LNFHVFLEYN |  | QDLSVRGKNK |  | KEKLEDFFKN |  | MVKSADGVIV |
| SGVKDVDDFF |  | EHERTFLLEY |  | HNRVKDASAK |  | SDRMTRSHKS |  | AADDYNRIGS |
| SLYALGTQDS |  | TDICKFFLKV |  | SELFDKTRKI |  | EARVSADEDL |  | KLSDLLKYYL |
| RESQAAKDLL |  | YRRSRSLVDY |  | ENANKALDKA |  | RAKNKDVLQA |  | ETSQQLCCQK |
| FEKISESAKQ |  | ELIDFKTRRV |  | AAFRKNLVEL |  | AELELKHAKG |  | NLQLLQNCLA |
| VLNGDT     |  |            |  |            |  |            |  |            |

A: Аланін

C: Цистеїн

D: Аспарагінова кислота

E: Глутамінова кислота

F: Фенілаланін

G: Гліцин

H: Гістидин

I: Ізолейцин

K: Лізин

L: Лейцин

M: Метіонін

N: Аспарагін

P: Пролін

Q: Глутамін

R: Аргінін

S: Серин

T: Треонін

V: Валін

W: Триптофан

Кодований геном білок за функцією належить до фосфопротеїнів. 
Задіяний у таких біологічних процесах, як транспорт, транспорт білків, ацетилювання, альтернативний сплайсинг. 
Білок має сайт для зв'язування з ліпідами. 
Локалізований у цитоплазмі, ядрі, мембрані, цитоплазматичних везикулах, ендосомах.